# Karol Zygmunt Merzbach
Karol Zygmunt Henryk Merzbach, także Charles Merzbach (ur. 18 grudnia 1875 w Brukseli, zm. w 1943 tamże) – belgijski wojskowy żydowskiego pochodzenia, badacz Polonii belgijskiej.

## Życiorys
Urodził się jako syn Henryka Merzbacha i Henryki Elizy Ghislane Le Hardy de Beaulieu (ur. 1851). Był wnukiem warszawskiego wydawcy i księgarza Zygmunta Merzbacha. Miał troje rodzeństwa: Helenę Elżbietę (ur. 1871), Jerzego Zygmunta (ur. 1874, prawnika) oraz Klarę Hortensję (ur. 1880).
O jego młodości niewiele wiadomo. Uzyskał stopień pułkownika dyplomowanego. Był dowódcą artylerii konnej 2 Dywizji Kawalerii, a w czasie I wojny światowej służył w 6 pułku artylerii armii belgijskiej. Od 1919 pełnił służbę w belgijskim sztabie generalnym. W uznaniu zasług położonych dla Belgii otrzymał szereg odznaczeń wojskowych.
Należał do grona założycieli Towarzystwa Historii Wojskowości. Badał dzieje polskiej emigracji w Belgii i publikował rezultaty swych prac. Ogłosił m.in. L'emigration polonaise en Belgique après 1830 et 1863.
Był żonaty z Janiną Stefanią Ludwiką Annemans (ur. 1883), z którą miał czworo dzieci: Ghislane Paulinę (ur. 1913), Klarę Marię (ur. 1914), Henryka Karola (ur. 1920) i Wita Jerzego (ur. 1922).

## Ordery i odznaczenia
- Komandor Orderu Leopolda (z palmą)
- Krzyż Wojenny
- Distinguished Service Order
- Krzyż Zasługi Wojskowej
- Komandor Orderu Nilu
- Członek Orderu Gwiazdy Etiopii